# Orquesta Nacional de Rusia
La Orquesta Nacional de Rusia (en ruso, Российский национальный оркестр; en inglés Russian National Orchestra abreviada como RNO) es una orquesta sinfónica de Rusia con sede en Moscú, que fue fundada en 1990 por Mijaíl Pletniov. Fue la primera orquesta rusa que actuó en el Palacio Apostólico de la Ciudad del Vaticano y en Israel.

## Historia
La orquesta fue creada en 1990 por el pianista y director de orquesta Mijaíl Pletniov.
Su primera grabación se llevó a cabo en 1991 y fue la Sinfonía n.º 6 Patética de Chaikovski bajo la discográfica Virgin Classics. Desde entonces la orquesta ha realizado más de 80 grabaciones para Deutsche Grammophon, Pentatone, Ondine, Warner Classics y otros sellos. Ha colaborado con directores como el fundador y director artístico, Mijaíl Pletniov, Vladímir Yúrovski, Paavo Järvi, Kent Nagano, Carlo Ponti, José Serebrier y Vasili Petrenko. Entre sus lanzamientos destacan las sinfonías y conciertos para piano completos de Beethoven para Deutsche Grammophon, las seis sinfonías de Chaikovski para Pentatone y el proyecto Shostakóvich también para Pentatone.En 2004 su grabación de Pedro y el lobo de Serguéi Prokófiev y Wolf Tracks de Jean-Pascal Beintus, dirigida por Kent Nagano y narrada por Sophia Loren, Bill Clinton y Mijaíl Gorbachov, fue galardonada con un premio Grammy, lo que la convirtió en la primera orquesta rusa en recibir este honor. A raíz de este éxito, publicaron versiones en otros idiomas, como una versión en ruso narrada por los actores Oleg Tabakov y Serguéi Bezrúkov; una versión en español narrada por Antonio Banderas en 2007; a la que siguió una edición en mandarín en 2011. En las versiones de concierto de estas obras han actuado, entre otros, los actores Danny Glover, Diana Douglas, Sean Dill y Debbie Allen, la modelo Tatiana Sorokko, el violinista singapurense Min Lee y el presentador de la BBC Seva Novgorodsev.
La agrupación realiza giras anuales por las capitales de la música de Europa, Asia y América, y es invitada habitual en festivales como el Festival de Edimburgo, los BBC Proms, el Festival Napa Valley y el Festival of the Arts BOCA. En 2009 puso en marcha su propio festival anual, el Gran Festival de la RNO, que se celebra cada septiembre para inaugurar la temporada moscovita. El festival del décimo aniversario se celebró del 10 de septiembre al 4 de octubre de 2018.
Sus conciertos se emiten a menudo en la National Public Radio, la Unión Europea de Radiodifusión y el canal ruso Kultura.
En 2008 un comité de críticos internacionales reunido por la revista Gramophone la nombró una de las mejores orquestas del mundo.
La institución mantiene dos programas de divulgación en Estados Unidos y Rusia: Aliados Culturales, que incluye intercambios entre artistas de Rusia y Occidente y el encargo de nuevas obras; y La Magia de la Música, que lleva a músicos de la orquesta a tocar para niños en orfanatos de Moscú, centros especiales para discapacitados físicos y mentales, y lleva a escolares a salas de conciertos de Moscú para conciertos infantiles de la RNO. En las dos décadas transcurridas desde su creación, el programa «La magia de la música» se ha extendido a Estados Unidos, donde los músicos de la Orquesta Nacional de Rusia tocan para escolares durante sus giras.
Se trata de una institución privada que cuenta con el apoyo de particulares, empresas y fundaciones de Rusia y de todo el mundo. Entre las organizaciones que apoyan a la orquesta se encuentran la Fundación Rusa de las Artes, la Fundación Príncipe Miguel de Kent, la Fundación Ann y Gordon Getty, la Fundación Mikhail Prokhorov y Trust for Mutual Understanding.

## Premios y reconocimientos
| Grabación                                                            | Premio |
| -------------------------------------------------------------------- | --- |
| Beethoven: Conciertos para piano n.º 2 & 4                           | Mejor grabación de concierto 2007 por la Tokyo Record Academy. |
| Beethoven: Las nueve sinfonías                                       | Top CD 2007 en WGUC; Grabación del mes en MusicWeb. |
| Glazunov: Concertos completos                                        | CD clásico de la semana en The Telegraph; Grabación del mes en MusicWeb; CD de la semana en Colorado & Minnesota Public Radio; CD de la semana en WQZR New York, WETA Washington. |
| Prokófiev: Cenicienta                                                | Top Recordings of the 1990s en Gramophone. |
| Prokófiev & Beintus: Pedro y el lobo; Wolf Tracks                    | Premio Grammy 2004 |
| Rajmáninov: Sinfonía n.º 3; Danzas sinfónicas                        | Disco romántico del año en la revista Classic FM en 1998. |
| Scriabin: Sinfonía n.º 3; El poema del éxtasis                       | CD clásico de la semana en The Telegraph. |
| Shostakóvich: Sinfonías n.º 1 & 6                                    | Elección del editor en Gramophone; Diapason d'Or del año en Diapason; Choc du monde de la Musique; Double 10 en Classics Today; Mejor de 2006 en Soundstage. |
| Shostakóvich: Sinfonía n.º 11 "El año 1905"                          | CD clásico de la semana en The Telegraph; Mejor de 2006 en Soundstage. |
| Shostakóvich: Sinfonía n.º 15; Hamlet                                | Elección musical del mes en la BBC. |
| Shostakóvich: Sinfonía n.º 8                                         | Premio Supersonic en Pizzicato (Luxemburgo). |
| Shostakóvich: Sinfonías n.º 5 & 9                                    | Choc du monde de la Musique en mayo de 2007; Nominado al Premio Edison en 2008 (Países Bajos). |
| Taneyev: En la lectura de un salmo                                   | CD clásico de la semana en The Telegraph. |
| Chaikovski: Sinfonía n.º 6 (Virgin Classics)                         | Incluido en las 100 mejores grabaciones en Gramophone List. |
| Chaikovski: Concierto para violín. Julia Fischer.                    | Mejor grabación del Concierto para violín de Chaikovski en BBC Music Magazine. Premio Echo Klassik a la mejor interpretación instrumental de 2007. Lo mejor de 2006 en Audiophile Audition. Mejor grabación del Concierto para violín de Chaikovski en ClassicalMusic.com. Elección del editor en Gramophone en abril de 2007. Artista del año 2007 en Gramophone. Elección de la crítica en el periódico Financial Times. |
| Chaikovski: Suite n.º 3; Stravinsky: Divertimento                    | CD clásico de la semana en The Telegraph. |
| Chaikovski: Hamlet; Romeo y Julieta                                  | Grabación del mes en Gramophone en marzo de 2009. |
| Chaikovski: Sinfonía n.º 5; Francesca da Rimini (Pentatone)          | Disco del mes, BBC Music Magazine en octubre de 2011. |
| Conciertos rusos para violín. Julia Fischer                          | Elección del editor en Gramophone en enero de 2005; Premio Echo Klassik 2005, Disco de concierto del año. |
| Ravel & Prokófiev: Conciertos para piano. Francesco Tristano Schlimé | Choc du monde de la Musique en julio/agosto de 2006; Elección del editor en Gramophone en septiembre de 2006; CD clásico de la semana en The Telegraph. |
| Chopin & Loewe: Conciertos para piano. Mari Kodama                   | Lo mejor de 2004 en Audiophile Audition. |
| Prokófiev & Rajmáninov: Conciertos para piano n.º 3. Mijaíl Pletniov | Nominado al Premios Grammy de 2004. |